# Marjorie Housepian Dobkin
Marjorie Anais Housepian Dobkin, en arménien : Մարջըրի Հուսեփյան-Դոբկին, née le 21 novembre 1922 à New-York et morte le 8 février 2013, est une écrivaine, historienne et professeure d'anglais américaine. 
Elle est l'auteure de A Houseful of Love (un best-seller du New York Times et du New York Herald Tribune) et de Smyrna 1922 : La destruction d'une ville,
Elle reçoit le Prix Anania Shirakatsi de l'Académie des Sciences d'Arménie Soviétique et a également reçu un doctorat honorifique du Wilson College.

## Biographie
Housepian Dobkin est née le 21 novembre 1922 de parents arméniens, deux mois et demi après le meurtre de son grand-père tué par un soldat turc lors de l'incendie de Smyrne, d'où sa grand-mère s'était réfugiée. 
Dobkin a étudié au Barnard College, où elle a obtenu son diplôme en 1944. 
De 1957 à 1933, elle enseigne la littérature au Barnard College de la Columbia University à New York. Elle en est la doyenne de 1976 à 1993.